# Гутовский, Григорий Иванович
Григорий Иванович Гутовский (8 января 1930, Ханженково, Сталинский округ — 14 января 1993, Кривой Рог, Днепропетровская область) — советский государственный, партийный и общественный деятель, депутат Верховного совета УССР, председатель Криворожского городского совета в 1979—1992 годах. Почётный гражданин Кривого Рога.

## Биография
Родился 8 января 1930 года в посёлке Ханженково в семье рабочего.
Окончил Тернопольское финансово-экономическое училище. Получил два высших образования — в 1962 году окончил физико-математический факультет КГПИ, в 1967 году — Криворожский горнорудный институт.
Был депутатом Верховного совета УССР 10 и 11 созывов (1981—1989), членом Президиума Верховного Совета УССР (1981—1986), делегатом XXVI съезда КПСС (1981).
Имеет выдающиеся заслуги по развитию инфраструктуры Кривого Рога, по его инициативе внедрялись в жизнь проекты по развитию города. Гутовский стал инициатором активного социального строительства в городе — построены 1, 2, 3-й Восточные, 5-й Горняцкий, Солнечный и Индустриальный микрорайоны, Макулан. Руководил строительством шахт, активно содействовал развитию Криворожского скоростного трамвая. Благодаря усилиям Григория Ивановича удалось открыть аэропорт.

### Трудовой путь
- 1948 — бухгалтер сберкассы в городе Чортков, нормировщик «Заготзерно» в городе Бережаны Тернопольской области;
- 1948—1949 — заведующий организационным отделом Бережанского райкома ЛКСМУ;
- 1949 — инструктор районной газеты «Красные Бережаны»;
- 1950—1952 — служба в Советской армии, в танковых войсках Прибалтийского военного округа. После увольнения в запас переехал в Кривой Рог;
- 1952—1954 — старший бухгалтер центрального рынка Кривого Рога;
- 1954—1955 — заведующий сектором Центрально-Городского райкома комсомола;
- 1955—1956 — 2-й секретарь Центрально-Городского райкома комсомола;
- 1958—1960 — заместитель председателя артелей «Химпром»;
- 1960—1963 — инструктор организационного отдела Криворожского горкома Компартии Украины;
- 1963—1966 — секретарь парткома треста «Криворожжилстрой»;
- 1966—1969 — 2-й секретарь Ингулецкого райкома Компартии Украины;
- 1969—1973 — 1-й секретарь Терновского райкома Компартии Украины;
- 1973—1979 — 2-й секретарь Криворожского горкома Компартии Украины;
- 1979—1992 — глава Криворожского горсовета и горисполкома;
- 1992—1993 — председатель Криворожского городского отделения Пенсионного фонда Украины.

Умер 14 января 1993 года в Кривом Роге. Похоронен на Центральном кладбище Кривого Рога.

## Награды
- Дважды орден Трудового Красного Знамени;
- Дважды орден «Знак Почёта»;
- Почётная грамота Президиума Верховного Совета УССР;
- Знак «За заслуги перед городом» (Кривой Рог);
- Именная награда Ассоциации «Комсомолец Кривбасса»;
- Почётный гражданин Кривого Рога (26 апреля 2000, посмертно) — решением XIV сессии Криворожского городского совета ХХІІІ созыва № 412[1].

## Память
- В январе 1999 года была открыта памятная доска на доме, где проживал Григорий Гутовский (Свято-Николаевская улица, 17)[2];
- Аллея Гутовского в Кривом Роге;
- До 2016 года имя Григория Гутовского носила улица во 2-м Восточном микрорайоне;
- станция скоростного трамвая;
- Криворожская ассоциация имени Гутовского;
- Стипендия им. Гутовского — ежегодно отмечаются лучшие студенты Кривого Рога;
- Брат Гутовского Борис написал о Григории книгу «Покорённая эпоха»[3].